# Бувігер

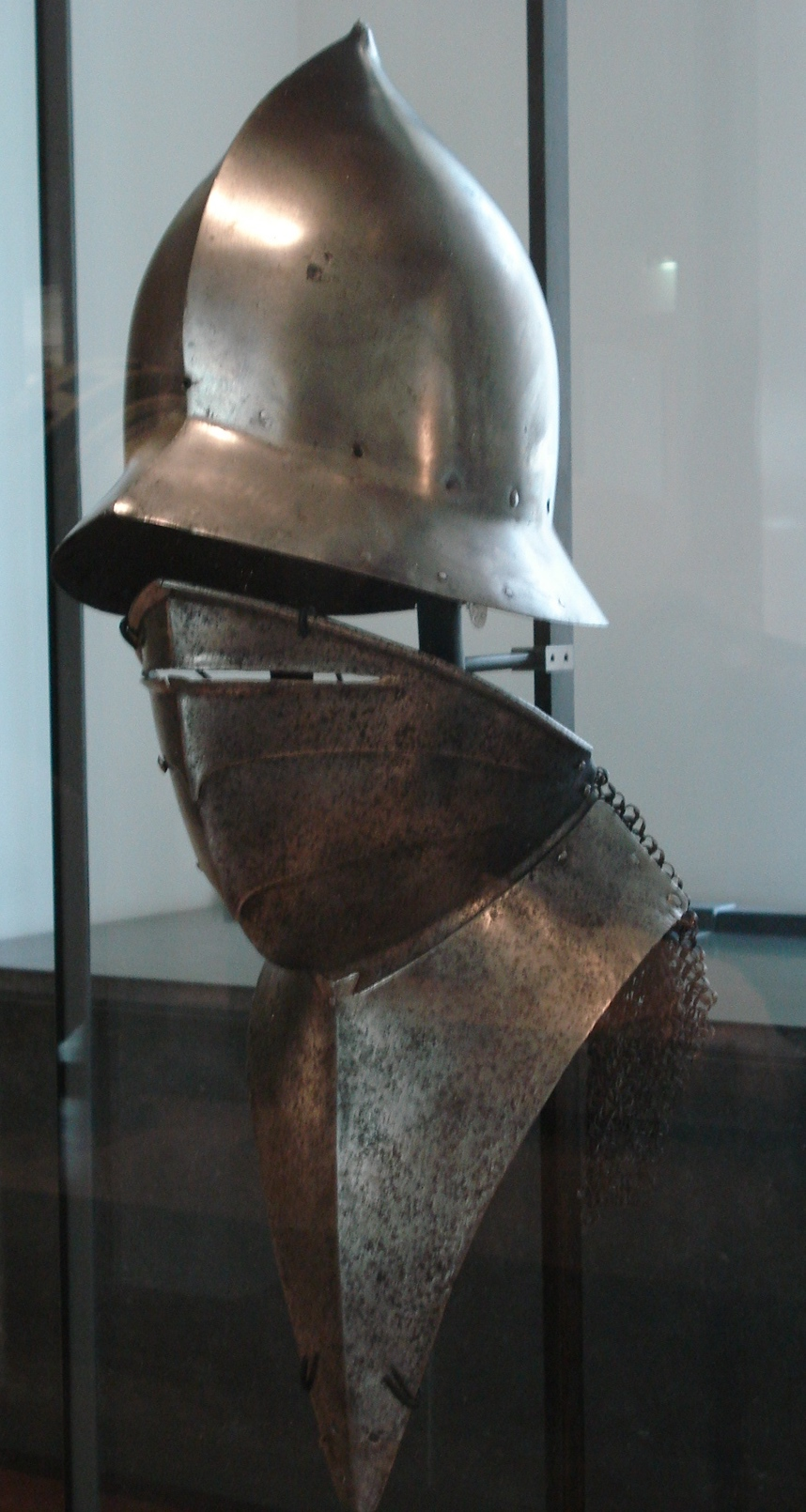
Шапель з бувігером

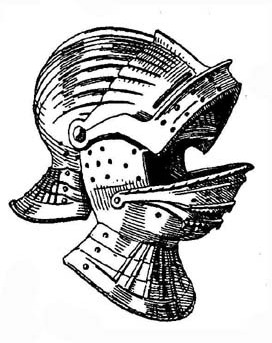
Пізній салад з вбудованим бувігером — попередник закритого шолома (як правило бувігер ношений з Саладо був окремим)

Бувігер[джерело?] — елемент шолома або окремий елемент захисту голови, у вигляді напівошийника, який також закриває частину грудей, обличчя знизу до підборіддя, а іноді й плечі. Як правило використовувався з шоломами типу салад, цервельєр або шапель, з якими міг становити єдину конструкцію.